# هنالك (مسلسل)
هنالك (بالكورية: 욘더)؛ هو مسلسل ويب كوري جنوبي، من بطولة شين ها-كيون وهان جي مين، تم اصداره على منصة تيفينج من 14 أكتوبر إلى 21 أكتوبر 2022.

## القصة
تدور احداث المسلسل عندما تتم دعوة رجل تلقى رسالة من زوجته المتوفاة، ليأتي إلى منطقة غير معروفة حيث يمكنه مقابلتها للمرة الأخيرة.

## طاقم
- شين ها كيون في دور جا هيون[3]
- هان جي من في دور يي هوو[3]
- لي جونغ اون في دور سي-رين[7]
- جونغ جين يونغ في دور دكتور كي[7]
- باي يو-رام في دور برو بارك[8]

## الإنتاج

### صناعة
«هنالك» هو مشروع مشترك بين تيفينج الكورية ومنصة باراماونت + العالمية، في أطار شراكتهما بين سي جاي إي إن إم الشركة المالكة لتيفينج وباراماونت غلوبل.

### الإصدار
في 1 سبتمبر 2022 ، أصدرت TVING أول مقطع دعائي للمسلسل.

## روابط خارجية
- الموقع الرسمي
 باللغة الكورية
- هنالك على موقع IMDb (الإنجليزية)
- هنالك على موقع قاعدة بيانات الفيلم (الإنجليزية)
- هنالك على هانسينما

لم يتم العثور على روابط لمواقع التواصل الاجتماعي.